# مارتین براوو
مارتین براوو (انگلیسی: Martin Bravo؛ زادهٔ ۲۱ سپتامبر ۱۹۹۳) ورزشکار هنرهای رزمی ترکیبی اهل مکزیک است. وی از سال ۲۰۱۲ میلادی تاکنون مشغول فعالیت بوده‌است.